# بلک (خواننده)
بلک (انگلیسی: Black؛ زادهٔ ۲۶ مهٔ ۱۹۶۲ - ۲۶ ژانویهٔ ۲۰۱۶) یک خواننده و ترانه‌سرا اهل بریتانیا بود. وی از سال ۱۹۸۱ میلادی تا پایان عمرش مشغول فعالیت بود.

نام اصلی او «کالین وِرنکوم» بود و اوج شهرتش در سال‌های پایانی دههٔ ۸۰ میلادی بود. «ویلیام رولمان» منتقد پایگاه اینترنتی «آل‌میوزیک» دربارهٔ او می‌گوید:
 «ترانه‌سرا و خواننده‌ای با صدای بم و گرفته که ترانه‌های پیچیده و سطح‌بالای او در سبک جاز-پاپ و اجرای دراماتیک آنها، وی را در جایگاهی مابین برایان فری و موریسی قرار می‌دهد.

## درگذشت
وی در ۱۰ ژانویه ۲۰۱۶ بر اثر سانحه تصادف در نزدیکی فرودگاه کرک در ایرلند دچار ضربه شدید مغزی شد و دو هفته بعد در ۲۶ ژانویه ۲۰۱۶ در بخش مراقب‌های ویژه بیمارستان درگذشت.